# Grabnerbach
Der Grabnerbach ist ein ganzjähriges Fließgewässer in den Brandenberger Alpen in Tirol.
Er entsteht unterhalb des Mahmooskopfes (rund 1333 m), fließt in einem Bogen um dessen Südosthänge, bevor er von links in den Klammbach mündet.